# ZHV Apollo
ZHV Apollo is een Nederlandse handbalvereniging uit het Noord-Brabantse Son. De club is opgericht op 1 maart 1970.

## Geschiedenis

### Ontstaan (1970)
Apollo werd opgericht door Daaf van Veenendaal. Hij startte in 1970 een  handbalvereniging in de gemeente Son en Breugel en wist in enkele jaren tijd de vereniging landelijke bekendheid te geven.

### Landelijke divisie (2015 - 2019)
In 2015 promoveerde Apollo naar de hoofdklasse. Door goede resultaten eindigde men op de vierde en een seizoen later op de derde plaats. Doelstellingen werd bijgesteld om kampioen te worden en promotie naar de tweede divisie werd een feit: in het seizoen 2017/18 werd Apollo kampioen van de hoofdklasse B en promoveerde naar de tweede divisie B. 

### Droom seizoen in duigen (2019 - heden)
Na de promotie in 2018 naar de tweede divisie werd de club uit Son achtste. Na de achtste plaats werden Rob Blommers, doelman Patrick Prijs en Yannick Bannink aangetrokken. Apollo behaalde in het nationale bekertoernooi van 2019/20 de kwartfinale. Apollo won van Olympia '89/DOS '80, BFC 2 en Hellas. Apollo lootte tegen het eerste team van Aalsmeer in de kwartfinale. Door de coronacrisis kon Apollo deze kwartfinale niet spelen. Daarnaast kon Apollo in eerste instantie ook niet promoveren naar de eerste divisie. Doordat het NHV alle competitie stilgelegd haden onofficieel verklaarde Echter, later ging dit alsnog door en kwam het eerste herenteam van Apollo in het seizoen 2020/2021 uit in de eerste divisie.

## Resultaten
- 2015 1e
Eerste klasse
- 2016 4e
Hoofdklasse
- 2017 3e
Hoofdklasse B
- 2018 1e
Hoofdklasse B
- 2019 8e
Tweede divisie B
- 2020 1e
Tweede divisie B
- 2021
Eerste divisie
- 2022 12e
Eerste divisie
- 2023 2e
Hoofdklasse B

- Eerste divisie
- Tweede divisie
- Hoofdklasse
- Eerste klasse

## Erelijst
| Nationaal     |    |         |
| Hoofdklasse   | 1x | 2017/18 |
| Eerste klasse | 1x | 2014/15 |